# Directorio militar
Un directorio militar es una forma de organización temporal del gobierno bajo la conducción militar por medio de la fuerza de las armas. Se suele componer o bien exclusivamente de militares, o bien tiene cabida algún cargo civil, todos ellos procedentes de las altas esferas del poder.

## Ucrania
En noviembre de 1918, durante tras la sublevación contra el Hetmanato, un Estado cliente alemán, se estableció un directorio militar en la República Popular Ucraniana.

## España
En España, los militares comenzaron a tomar parte en la vida política en 1841 con el inicio de la regencia de Espartero, aunque no fue un directorio, sino una regencia. El primero reconocido fue el que creó Miguel Primo de Rivera entre 1923 y 1925. Estaba formado por 8 militares (cada uno representando cada una de las regiones militares de la época). Primo de Rivera era el único que trataba asuntos directamente con el rey (Alfonso XIII).